# Zodiaque (mini-série)
Pour les articles homonymes, voir Zodiaque (homonymie).
Le Maître du Zodiaque
Zodiaque est un feuilleton télévisé français en 5 épisodes de 100 minutes, réalisée par Claude-Michel Rome sur un scénario de Franck Ollivier et diffusé du 28 juin au 26 juillet 2004 sur TF1 et rediffusé sur TMC en 2006, sur Gulli en 2011, sur Téva en 2015, sur Chérie 25 en 2016 et sur TV Breizh en 2018. Une suite, Le Maître du Zodiaque, a été diffusée en 2006.

## Synopsis
Esther Delaître, jeune femme de 27 ans, revient des États-Unis pour assister à l'anniversaire de son père, Gabriel Saint-André, un homme ayant réussi dans la finance et propriétaire de nombreuses entreprises de la région marseillaise. Menacé par un corbeau, Gabriel est forcé de révéler l'existence d'Esther, sa fille naturelle, à ses enfants Pierre, Juliette, Marion et Jérôme. Mais le retour d'Esther déclenche une série de meurtres signés du Zodiaque dont la famille Saint-André est la cible. L'enquête est confiée au commissaire Antoine Keller, assisté par le Capitaine Spagnolo. Les meurtres paraissent d'abord aléatoires jusqu'à ce qu'Esther, aidée de Richard Carpenter, spécialiste des relations entre crimes et astrologie au FBI, découvre un lien entre l'astrologie et le mobile de l'assassin. En effet, les signes astrologiques des victimes forment une croix cardinale, symbole d'une rédemption pour le meurtrier.
Le mystère commence : qui peut donc être le Zodiaque ? Tous sont susceptibles d'avoir un mobile pour tuer. Un des enfants de Gabriel Saint-André ? Le commissaire Antoine Keller, chargé de l'enquête, qui hait les Saint-André ? L'avocat de la famille, Etienne Lefort, marié à Juliette Saint-André, qui pourrait avoir quelques raisons d'être jaloux du peu d'estime que lui porte Gabriel ?
Les secrets sont nombreux au sein de la famille Saint-André. Esther, harcelée par des lettres toutes plus intrigantes les unes que les autres et débouchant à chaque fois sur un crime, se lance en parallèle du commissaire Keller sur les traces du mystérieux Zodiaque et elle n'est pas au bout de ses surprises...

## Fiche technique
- Réalisation : Claude-Michel Rome
- Producteurs : Caroline Hertman et Judith Louis
- Production : Alma Productions
- Scénario : Franck Ollivier et Malina Detcheva
- Directeur de la photo : Bernard Dechet
- Ingénieur du son : François de Morant
- Montage : Stéphanie Mahet et Karine Olivier
- Musique : Frédéric Porte

## Distribution
- Claire Keim : Esther Delaître
- Francis Huster : Antoine Keller
- Michel Duchaussoy : Gabriel Saint-André
- Jean-Pierre Bouvier : Pierre Saint-André
- Jacques Spiesser : Etienne Lefort
- Valéria Cavalli : Elisabeth Saint-André
- Anne Jacquemin : Juliette Lefort
- Stéphan Guérin-Tillié : Jérome Saint-André
- Aurore Clément : Grâce Delaître
- Francis Renaud : Félix Vogel
- Patrick Bosso : Capitaine Spagnolo
- Carmela Ramos : Lucinda
- Peter Hudson : Richard Carpenter
- Jenny Clève : Victoire
- Sylvie Ferro : Irène de Chabannes
- Kerian Mayan : Quentin
- Tom Novembre : Gildas de Chabannes
- Yannis Baraban : Mathias Rousseau
- Théo Broche : Un orphelin
- Anne Caillon : Marion Saint-André
- Marine Chapuis : Barbara Saint-André
- Pierre Deny : Maxime
- Olivier Granier : Le procureur Baldi
- Rémi Konstantinow : Alexandre
- Valérie Leboutte : Corinne
- Yves Michel : Marc Fontana
- Clarisse Tennessy : Flic civile
- Olivier Vitrant : Un gendarme
- Vanessa Valence : L’hôtesse de l'air
- Steeve Babey : un gendarme

## Épisodes
1. L'étoile secrète
2. Le secret de Vénus
3. Le ciel d'Esther
4. L'heure de grâce
5. Résurrection

## Commentaires
- Zodiaque a été adapté en Italie sur la chaine Rai 2 et en Allemagne sur Sat.1
- Francis Huster, Jacques Spiesser, Anne Jacquemin et Valéria Cavalli avaient déjà tous les quatre joué ensemble quatre ans plus tôt dans le feuilleton Le Grand Patron diffusé par TF1 en 2000.
- En 1994, Claire Keim, Michel Duchaussoy et Jean-Pierre Bouvier ont fait partie du casting de la série Les yeux d'Hélène.